# Charles de Lorraine (1684–1751)
Charles de Lorraine (* 22. Februar 1684; † 29. Dezember 1751 in Paris), genannt Prince Charles, war ein Angehöriger der Familie Guise; er war Graf von Armagnac, Lieutenant-général und Großstallmeister von Frankreich.

## Leben
Charles der Lorraine war der Sohn von Louis de Lorraine († 1718), Großstallmeister von Frankreich, und Catherine de Neufville († 1707), Tochter von Nicolas de Neufville, Duc de Villeroy, Pair und Marschall von Frankreich.
Er diente als Offizier in den Armeen von König Ludwig XIV. Im März 1708 wurde er zum Maréchal de camp befördert, am 12. Juli 1711 kämpfte er im Gefecht bei Arleux, am 24. Juli 1712 in der Schlacht bei Denain. und 1712 Lieutenant-général. Als sein Bruder Henri de Lorraine, comte de Brionne, seinen Titel als Großstallmeister von Frankreich en survivance ihres Vaters aufgab, wurde er vom König an dessen Stelle gesetzt und leistete den Amtseid am 14. März des gleichen Jahres; 1718 trat er dann die Nachfolge seines Vaters als Großstallmeister an. Am 3. Juni 1724 wurde er in den Orden vom Heiligen Geist aufgenommen.
Am 22. Mai 1717 heiratete er Françoise Adélaïde de Noailles (* 1. September 1704; † 13. Januar 1776), Tochter von Adrien-Maurice de Noailles, 3. Herzog von Noailles, Pair und Marschall von Frankreich, und Françoise Charlotte Amable d’Aubigné. Das Paar wurde 1721 geschieden und blieb kinderlos. 1734 ließ er in Paris das Hôtel de Brionne, die ehemalige Residenz seines Vaters, auf einem Grundstück an der Grenze zu den Tuilerien nach den Plänen des Architekten Robert de Cotte neu errichten.
Charles de Lorraine wurde in der Kapuzinerkirche an der Place Vendôme beigesetzt.